# FK Jelgava
FK Jelgava é uma equipe letão de futebol com sede em Jelgava. Disputa a primeira divisão da Letônia (Virslīga).
Seus jogos são mandados no Olympic Sports Center of Zemgale, que possui capacidade para 1.700 espectadores.

## História
O FK Jelgava foi fundado em 2004.

## Uniformes

### 1º Uniforme
| 2020 | 2019 | 2018 | 2017 |

### 2º Uniforme
| 2020 | 2019 | 2018 | 2017 |